# Sciades sakishimanus
Sciades sakishimanus är en skalbaggsart. Sciades sakishimanus ingår i släktet Sciades och familjen långhorningar.

## Underarter
Arten delas in i följande underarter:
- S. s. sakishimanus
- S. s. deguchii